# Wahlbezirk Böhmen 120
Der Wahlbezirk Böhmen 120 war ein Wahlkreis für die Wahlen zum Abgeordnetenhaus im österreichischen Kronland Böhmen. Der Wahlbezirk wurde 1907 mit der Einführung der Reichsratswahlordnung geschaffen und bestand bis zum Zusammenbruch der Habsburgermonarchie.

## Geschichte
Nachdem der Reichsrat im Herbst 1906 das allgemeine, gleiche, geheime und direkte Männerwahlrecht beschlossen hatte, wurde mit 26. Jänner 1907 die große Wahlrechtsreform durch Sanktionierung von Kaiser Franz Joseph I. gültig. Mit der neuen Reichsratswahlordnung schuf man insgesamt 516 Wahlbezirke mit je einem zu wählenden Abgeordneten, die durch Direktwahl mit allfälliger Stichwahl bestimmt wurden. Der Wahlkreis Böhmen 120 umfasste die Gerichtsbezirke Luditz, Buchau, Jechnitz sowie die Gemeinden Bernklau, Čisotin, Deutsch Doubrawitz, Hluboka, Hurkau, Kotantschen, Krasch, Lukowa, Mösing, Netschetin, Potok, Preitenstein, Rabenstein, Radschin, Ratka, Wilkischau, Wirschin, Wisočan, Zahradka und Zwolln (alle Gerichtsbezirk Manetin).
Aus der Reichsratswahl 1907 ging der Alldeutsche Karl Iro aus der Stichwahl als Sieger hervor. Er konnte sein Mandat bei der Reichsratswahl 1911 bereits im ersten Wahlgang verteidigen.

## Wahlergebnisse

### Reichsratswahl 1907
Die Reichsratswahl 1907 wurde am 14. Mai 1907 (erster Wahlgang) sowie am 23. Mai 1907 (Stichwahl) durchgeführt.

#### Erster Wahlgang
| Kandidat                                                                      | Partei                             | Wahlkreis- stimmen | Stimmanteil |
| ----------------------------------------------------------------------------- | ---------------------------------- | ------------------ | ----------- |
| Karl Iro                                                                      | Alldeutsche Vereinigung            | 4228               | 48,5 %      |
| Gustav Siegmund                                                               | Deutsche Agrarpartei               | 3581               | 41,0 %      |
| Wenzel Hauck                                                                  | Sozialdemokratische Arbeiterpartei | 728                | 8,3 %       |
| Jaromir Kuedlhans                                                             | Tschechischer Zählkandidat         | 118                | 1,4 %       |
|                                                                               | Sonstige Parteien                  | 69                 | 0,8 %       |
| Wahlberechtigte: 11.039, Ungültige/Leere Stimmen: 55, Wahlbeteiligung: 79,5 % |                                    |                    |             |

#### Stichwahl
| Kandidat                                                                      | Partei                  | Wahlkreis- stimmen | Stimmanteil |
| ----------------------------------------------------------------------------- | ----------------------- | ------------------ | ----------- |
| Karl Iro                                                                      | Alldeutsche Vereinigung | 4842               | 55,4 %      |
| Gustav Siegmund                                                               | Deutsche Agrarpartei    | 3893               | 44,6 %      |
| Wahlberechtigte: 11.039, Ungültige/Leere Stimmen: 55, Wahlbeteiligung: 79,6 % |                         |                    |             |

### Reichsratswahl 1911
Die Reichsratswahl 1911 wurde am 13. Juni 1911 durchgeführt. Die Stichwahl entfiel auf Grund der absoluten Mehrheit für Karl Iro im ersten Wahlgang.
| Kandidat                                                                       | Partei                             | Wahlkreis- stimmen | Stimmanteil |
| ------------------------------------------------------------------------------ | ---------------------------------- | ------------------ | ----------- |
| Karl Iro                                                                       | Alldeutsche Vereinigung            | 4709               | 61,1 %      |
| Franz Křepek                                                                   | Deutsche Agrarpartei               | 1987               | 25,8 %      |
| Josef Schlimp                                                                  | Sozialdemokratische Arbeiterpartei | 948                | 12,3 %      |
|                                                                                | Christlichsoziale Partei           | 59                 | 0,8 %       |
|                                                                                | Sonstige Parteien                  | 10                 | 0,1 %       |
| Wahlberechtigte: 11.071, Ungültige/Leere Stimmen: 107, Wahlbeteiligung: 70,6 % |                                    |                    |             |